# Cementiri de Ferran
El Cementiri de Ferran és una obra de Tarragona protegida com a Bé Cultural d'Interès Local.

## Descripció
Dins una tàpia quadrada, pintada de blanc, s'arrenglaren les tombes, al voltant d'un jardí amb xiprers. Té una disposició típicament mediterrània.

## Història
El 1919 s'hi van fer reformes tal com figura a la seva porta d'accés.